# Lore Feldberg-Eber
Lore Feldberg-Eber (* 4. Mai 1895 in Hamburg; † 27. September 1966 in London) zählte vor dem Zweiten Weltkrieg zu den bedeutendsten Malerinnen Hamburgs.

## Ausbildung und frühe Jahre
Mit 19 Jahren begann sie ihre künstlerische Ausbildung an der Malschule von Gerda Koppel (1875–1941) in Hamburg. Ihre Lehrer waren Franz Nölken und Friedrich Ahlers-Hestermann sowie Paul Kayser. Sowohl Nölken als auch Ahlers-Hestermann hatten einige Zeit in Paris verbracht und von dort Anregungen aus der modernen französischen Kunstszene mitgebracht. Die Kunst von Paul Cézanne und Pierre-Auguste Renoir gaben der Künstlerin entscheidende Impulse für ihre eigene Malerei. 1917 wechselte sie nach München an die Schule für freie und angewandte Kunst zu Karl Caspar und Hans Hofmann. Anschließend ging sie für weitere zwei Jahre nach Berlin zu der Künstlerin Dora Hitz, die eine Damenmalschule betrieb.

## Künstlerische Laufbahn in Hamburg
Ab 1919/20 arbeitete Lore Feldberg als freischaffende Malerin in Hamburg. Gleich im Gründungsjahr der Hamburgischen Sezession 1919 trat sie der Künstlervereinigung bei. Ihr früherer Lehrer Ahlers-Hestermann gehörte zu den Gründungsmitgliedern der Sezession. Außerdem trat sie zwei weiteren berufsständischen Organisationen bei, dem Deutschen Künstlerbund und der Hamburgischen Künstlerschaft. 1926 wurde sie Mitglied im Altonaer Künstlerverein sowie Ende der 1920er Jahre in der von Ida Dehmel gegründeten GEDOK (Gemeinschaft deutscher und österreichischer Künstlerinnen).
1921 heiratete die Künstlerin den Hamburger Kaufmann Moritz Eber. Bei einer Vielzahl von Künstlerinnen der Zeit kam eine Heirat dem Ende der beruflichen Laufbahn gleich, nicht so bei Lore Feldberg-Eber. Sie verschaffte sich in der Hamburger Kunstszene und darüber hinaus Anerkennung mit ihren Landschaften, Stillleben und Porträts, deren Verbindung zum Spätimpressionismus deutlich zu erkennen ist. Zeitgenössische Kritiker lobten die Konzentration und Perfektionierung des eigenen Malstils abseits von aktuellen Zeitströmungen oder „-ismen". So gelang es Feldberg-Eber innerhalb des Nachimpressionismus eine eigene Ausdrucksform zu entwickeln. Daraus resultierten harmonische Kompositionen zusammengestellt aus einfachen Motiven. Der Pinselstrich variierte in unterschiedlichen Stärken. Während er in manchen Werken breit und deutlich sichtbar den Vordergrund dominierte, wurde er in anderen Bildern zurückhaltender eingesetzt.

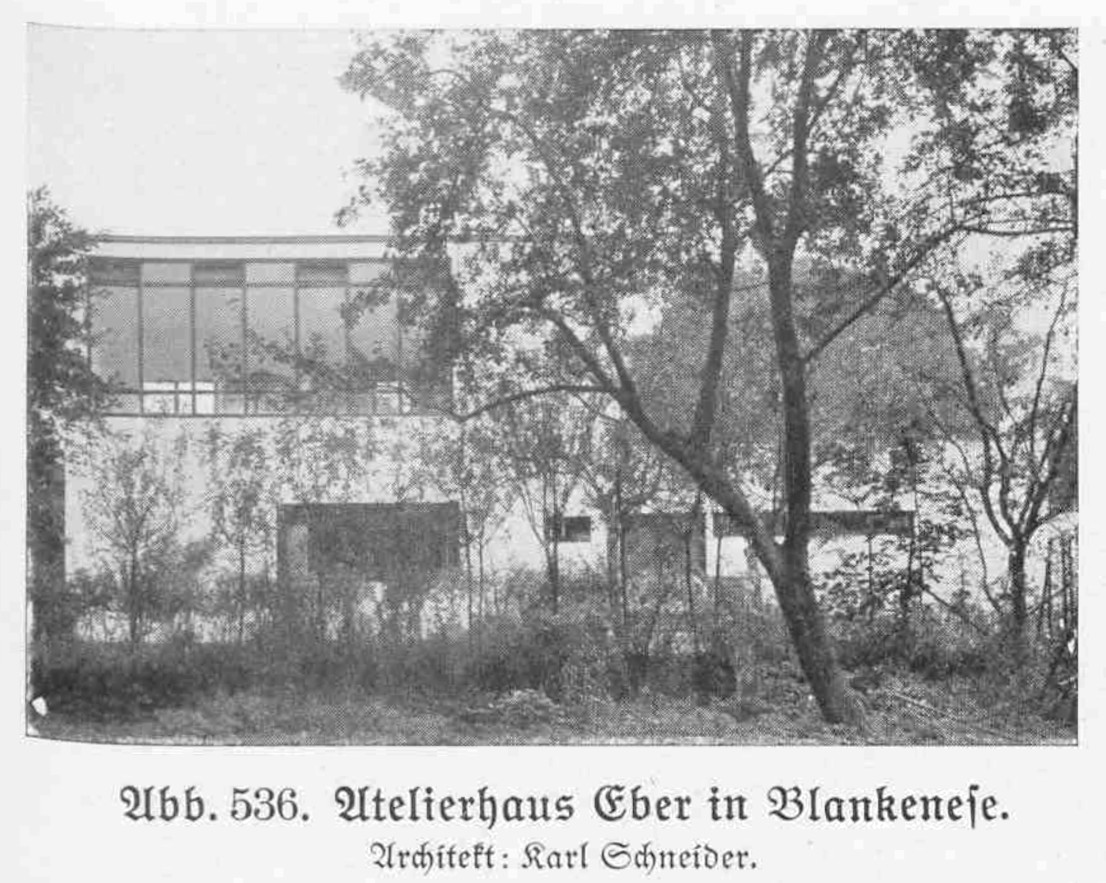
Atelierhaus Eber, Entwurf Karl Schneider

Moritz Eber förderte ihre Berufstätigkeit. So ließ er der Künstlerin von dem Hamburger Architekten Karl Schneider ein eigenes Atelierhaus bauen. Dieses sollte nach 1933 zum Treffpunkt der Künstlerkolleginnen und -freunde der dann aufgelösten Hamburgischen Sezession werden. Hier trafen sich etwa Ahlers-Hestermann, Paul Kayser, Alma del Banco, Willem Grimm, Kurt Löwengard, Erich Hartmann und Ivo Hauptmann zum gemeinsamen Aktzeichnen.

## Ausstellungen und Anerkennung
Lore Feldberg-Eber beschickte zahlreiche Ausstellungen in Hamburg und Berlin. Regelmäßig stellte sie mit der Hamburgischen Sezession aus, wo sie bereits 1929 als vierte unter den bemerkenswerten Malerinnen der Vereinigung gewürdigt wurde. Der Hamburgische Correspondent lobte besonders ihr „Gartenbild" für seine „wundervolle Straffheit und Geschlossenheit" und stellte sie neben etablierte Künstlerinnen wie Dorothea Maetzel-Johannsen, Alma del Banco und Gretchen Wohlwill.
Ihre Arbeiten wurden auch in Berlin gezeigt, so 1930 in der Galerie I. Casper am Lützowufer, wo sie gemeinsam mit Kurt Badt ausstellte. Bei der Jahresausstellung 1931 im Kunstverein lobten Kritiker ihr Gemälde „Blütenbaum" als „erquickliche Malleistung". Das Hamburger Fremdenblatt würdigte sie dabei als eine der bemerkenswerten Künstlerinnen neben etablierten Sezessionsmitgliedern wie Fritz Kronenberg, Paul Kayser und Willem Grimm.

## Verfolgung und Emigration
Nach der Machtergreifung der Nationalsozialisten 1933 verschlechterte sich die Situation für jüdische Künstler in Deutschland dramatisch. Die Hamburgische Sezession wurde aufgelöst, und jüdische Künstler wurden aus Berufsverbänden ausgeschlossen und zunehmend an ihrer Arbeit gehindert. Die Verfolgung betraf auch das Familienunternehmen: Im Mai 1938 wurde das Modehaus „Gebrüder Feldberg" an der Mönckebergstraße, das ihrem Vater Emil Daniel Feldberg und dessen Bruder Selig gehört hatte, im Zuge der „Arisierung" zwangsweise verkauft.
Die Familie emigrierte zunächst nach Cambridge, wo Feldberg-Ebers Bruder Dr. Wilhelm Feldberg als Neurophysiologe an der Universität tätig war und ihnen bei der Flucht geholfen hatte. Nach der Emigration entzog das NS-Regime der Familie im August 1940 offiziell die deutsche Staatsangehörigkeit. In England gab Feldberg-Eber Deutschstunden, um zum Unterhalt beizutragen. Ihr Ehemann wurde drei Jahre lang interniert.

## Leben im Exil
Entgegen der späteren Darstellung nahm Feldberg-Eber ihre künstlerische Tätigkeit bereits während des Krieges wieder auf. Schon 1944 war sie in einer Ausstellung des Freien Deutschen Kulturbunds unter dem Patronat der Artists International Association vertreten, wo ihre Arbeiten neben denen von Oskar Kokoschka, Fred Uhlmann und anderen prominenten Exilkünstlern gezeigt wurden. Ein Kritiker der Londoner deutschen Wochenzeitung "Die Zeitung" würdigte sie als eine der "bemerkenswerten" deutschen Künstlerinnen im Exil und stellte fest, dass die technischen Standards der deutschen Bildkünstler auch im Exil "unvermindert hoch geblieben" seien.
Erst nach dem Ende des Zweiten Weltkrieges intensivierte Feldberg-Eber ihre künstlerische Tätigkeit wieder. Sie trat in Kontakt mit anderen geflüchteten Hamburger Künstlern – mit Erich Kahn, Maria Wolff-Elkan und den ehemaligen Sezessionisten Paul Henle sowie Hilde Hamann und Paul Hamann. Sie schloss sich aber keiner Künstlerorganisation mehr an und unternahm auch sonst kaum Schritte, um in England die Bekanntheit zu erlangen, die sie vor dem Krieg in Hamburg genossen hatte.

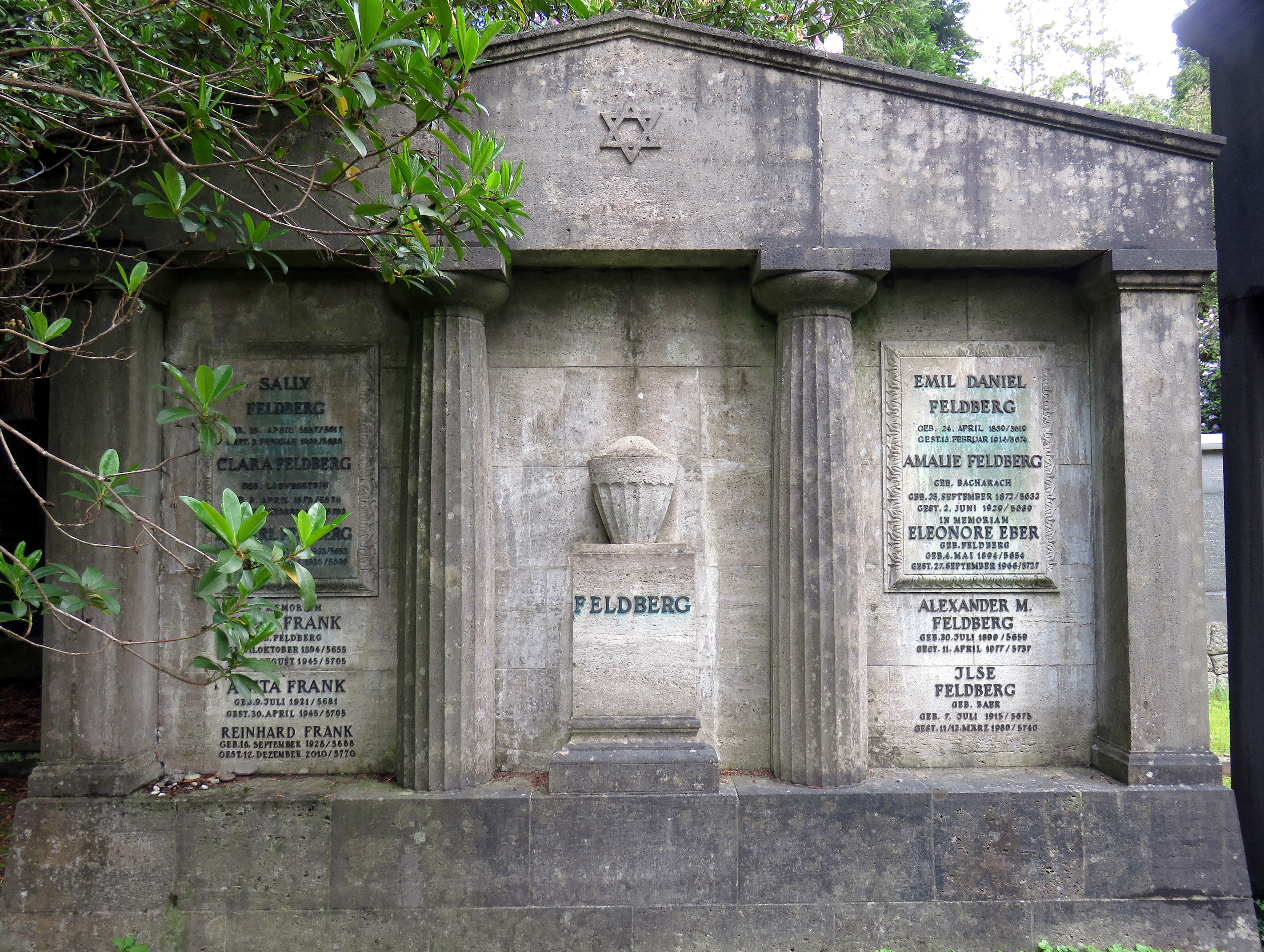
Grabstätte Feldberg, Jüdischer Friedhof Ohlsdorf (Ilandkoppel)

Sie starb am 27. September 1966 in London. In Hamburg wird auf dem Jüdischen Friedhof Ilandkoppel an der Familien-Grabwand „Feldberg", A 10-725, an Eleonore Eber geb. Feldberg erinnert.

## Werke in öffentlichen Sammlungen
- Altonaer Museum, Hamburg
- Schloss Gottorf
- Jüdisches Museum Rendsburg